# 南穆鲁廷加
南穆鲁廷加是巴西圣保罗州的一个市镇。总面积248.278平方公里，总人口4098人，人口密度16.5人/平方公里。